# Vedea
Pour les articles homonymes, voir Vedea (homonymie).
La Vedea est une rivière de la Roumanie méridionale qui prend sa source du Plateau Cotmeana et se jette dans le Danube après avoir parcouru une distance totale de 220 km parmi lesquels 33 sont navigables.

## Géographie
Elle s'écoule dans le Județ d'Olt et le Județ de Teleorman, les villes proches de la rivière sont Alexandria et Roșiori de Vede.